# Eugen Wirth
Eugen Wirth (* 12. Mai 1925 in Würzburg; † 15. Mai 2012 in Erlangen) war ein deutscher Geograph. Sein Hauptforschungsgebiet war die Kulturgeographie des Orients.

## Leben
Wirth studierte von 1945 bis 1952 an den Universitäten in Erlangen, Göttingen, Freiburg im Breisgau und an der Sorbonne in Paris. Er wurde 1952 an der Universität Freiburg in den Fachbereichen Soziologie und Philosophie promoviert und 1959 an der Universität Hamburg unter Erich Otremba in Geographie habilitiert. Von 1964 bis 1991 leitete Wirth das Institut für Geographie an der Universität Erlangen. Von 1980 bis 1993 war Wirth Vorsitzender der Fränkischen Geographischen Gesellschaft. Außerdem war er Fachgutachter für Anthropogeographie der Deutschen Forschungsgemeinschaft. Wirth war evangelisch und seit 1958 mit Ingeborg, geb. Holland, verheiratet. Sie hatten vier gemeinsame Kinder (zwei Töchter, zwei Söhne).

## Ehrungen
Wirth war Mitglied der Academia Europaea (1990) in London und des Deutschen Archäologischen Instituts sowie der Österreichischen Akademie der Wissenschaften. 1996 verlieh ihm die Johann Wolfgang Goethe-Universität Frankfurt am Main die Ehrendoktorwürde.

## Veröffentlichungen (Auswahl)
- Agrargeographie des Irak (= Hamburger Geographische Studien. Band 13). Institut für Geographie und Wirtschaftsgeographie der Universität Hamburg, Hamburg 1962 (= Habilitationsschrift)
- Syrien, eine geographische Landeskunde. Wissenschaftliche Buchgesellschaft, Darmstadt 1971
- Zum Problem des Basars (Suq, Carsi). Versuch einer Begriffsbestimmung und Theorie des traditionellen Wirtschaftszentrums der orientalisch-islamischen Stadt. In: Islam, Band 52, Heft 1, 1975, S. 203–260
- Theoretische Geographie: Grundzüge einer Theoretischen Kulturgeographie. Teubner, Stuttgart 1979.
- mit Horst Kopp: Beiträge zur Stadtgeographie von Sana’a (= Tübinger Atlas des Vorderen Orients. Beiheft B 95). Ludwig Reichert, Wiesbaden 1990, ISBN 3-88226-486-1.
- Zur Konzeption der islamischen Stadt: Privatheit im islamischen Orient versus Öffentlichkeit in Antike und Okzident. In: Die Welt des Islams, Band 31, Heft 1, 1991, S. 50–92.
- Handlungstheorie als Königsweg einer modernen Regionalen Geographie – Was 30 Jahre Diskussion um die Länderkunde gebracht haben. In: Geographische Rundschau, Band 51, Heft 1, 1999, S. 57–64
- Die orientalische Stadt im islamischen Vorderasien und Nordafrika. Städtische Bausubstanz und räumliche Ordnung, Wirtschaftsleben und soziale Organisation. 2 Bände. Philipp von Zabern, Mainz 2000, ISBN 3-8053-2709-9.